# Xorides jezoensis
Xorides jezoensis là một loài tò vò trong họ Ichneumonidae.